# Schloss Seeseiten

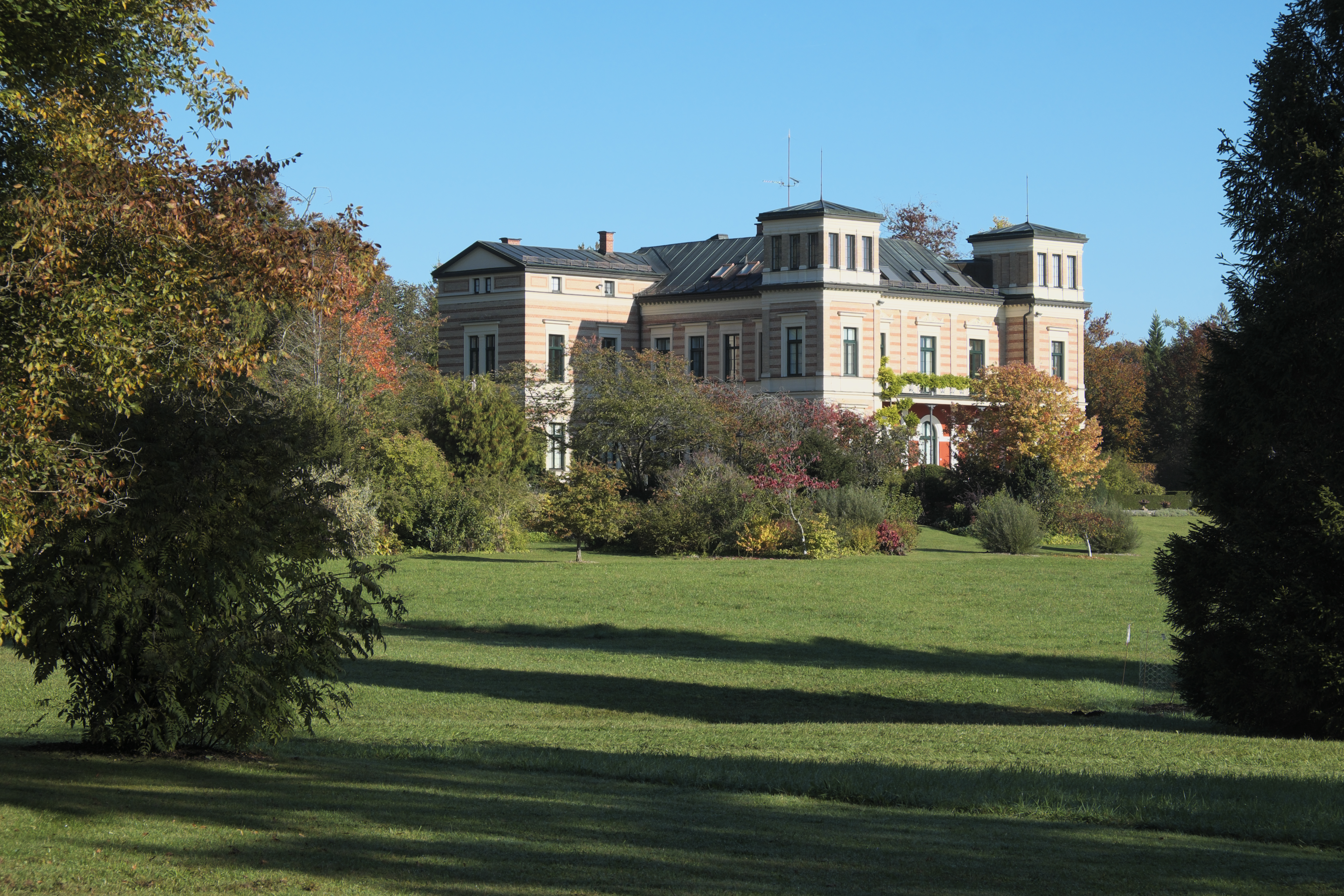
Schloss Seeseiten

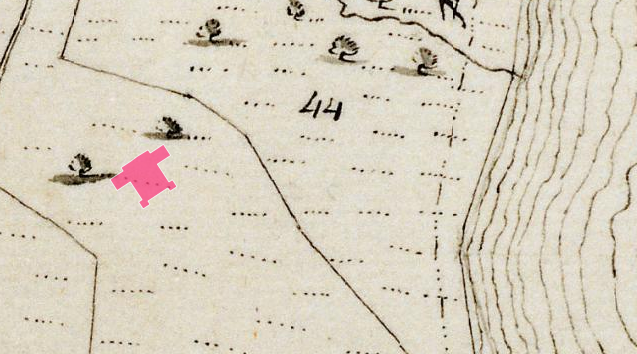
Lageplan von Schloss Seeseiten am Starnberger See auf dem Urkataster von Bayern

Schloss Seeseiten ist ein schlossartiges Landhaus in Seeseiten am Starnberger See. Seeseiten liegt in der Gemeinde Seeshaupt im oberbayerischen Landkreis Weilheim-Schongau. Die Anlage ist unter der Aktennummer D-1-90-152-23 als denkmalgeschütztes Baudenkmal von Seeseiten verzeichnet.

## Geschichte
Das ehemalige Landhaus Ludwig von der Pfordtens wurde von Georg von Dollmann entworfen und in den Jahren 1866/67 erbaut. Es gehört zu den größten und bedeutendsten Villen am Starnberger See. Sie wurde 1872 vom württembergischen Kommerzienrat Rudolf Knosp gekauft, Mitbegründer der „Badischen Anilin- und Sodafabrik“ (BASF). Über seine Tochter, die spätere Henriette Freifrau von Simolin-Bathory (geb. Knosp) gelangte das Schloss in den Besitz ihres Sohnes Rudolf von Simolin-Bathory. Dieser vermachte es seiner unehelichen Tochter Rudolfine von Simolin-Bathory Domeneck, die den Rittmeister Le Tanneux von Saint Paul ehelichte. Francine Le Tanneux von Saint Paul heiratete August von Finck junior; so gelangte das Anwesen in den Besitz der Familie von Finck.

## Baugeschichte
Das Herrenhaus ist ein schlossartiger kubischer Bau mit angedeuteten Seitenflügeln und Ecktürmchen in streng symmetrischen und spätklassizistischen Formen, zweifarbigem Sichtziegelmauerwerk mit flachen Walm- und Satteldächern. Es wurde 1866/1867 nach Plänen des Architekten Georg Dollmann errichtet, der ab 1868 für Ludwig II. arbeitete und für ihn einige Schlossbauten konzipierte. Das Herrenhaus liegt am Ufer des Sees inmitten einer großen Parklandschaft, die erstmals vom Hofgartendirektor Carl von Effner gestaltet worden war.